# Helen Cohan
Pour l’article homonyme, voir Cohan (homonymie).
Ne pas confondre avec Helen Frances Cohan (1854-1928), née Costigan, sa grand-mère, célèbre comédienne du vaudeville américain
Helen Cohan, née Helen Frances Cohan, (13 septembre 1910 - 14 septembre 1996), est une actrice américaine de cinéma et comédienne active dans les années 30.

## Biographie
Née en 1910 à New York, Helen Cohan est la benjamine d'une fratrie de quatre enfants comprenant une demi-sœur aînée Georgette, issue du premier mariage de son père puis Mary la cadette et enfin George M. Jr,. Elle fréquente le Marymount College à Tarrytown et part étudier en France.
Issue d'une illustre famille d'artistes irlandaise, Helen suit les traces de ses grands-parents paternels - Jeremiah et Helen Frances Costigan -, de sa tante Joséphine et de son prolifique père George M. Cohan qui ont tous formé The Four Cohans, la célèbre troupe familiale de music-hall et du vaudeville de la fin du XIXe siècle de Broadway. Sa mère Agnès Mary Nolan et ses sœurs aînées sont également artistes de music-hall.
En 1928, elle apparaît à 17 ans, au théâtre de Heckscher de New York, dans un récital de danse produit par Ned Wayburn. Mais sa première véritable prestation est sur scène, lors d' une représentation de The Merry Malones au théâtre d' Erlanger durant laquelle elle danse avec son père. Puis, elle lui donne la réplique dans une pièce de théâtre Friendship dont il est le dramaturge et enchaîne dans la comédie June Moon de Kaufman-Lardner.
Puis, elle part à Hollywood dans l'espoir de faire ses premiers pas au cinéma et passe 5 mois avant de se voir proposer un contrat par la Fox en 1930. Elle joue, alors, dans Lightnin', avec Will Rogers la même année, dans The Penal Code en 1932 et dans Kiss and Make-Up en 1934, année durant laquelle elle fait partie de la promotion des Baby Stars de la Western Associated Motion Picture Advertisers (WAMPAS), dernière année de l'attribution du titre, avec les starlettes Dorothy Drake, Gigi Parrish et Hazel Hayes. Elle devient Helen Cohan Carola par mariage.
Parallèlement, elle est sollicitée par les magazines pour faire la promotion de produits cosmétiques et donner des conseils de beauté pour la peau.
Grand-tante de Jennifer Cohan Ross, Helen Cohan Carola décède à Los Angeles en 1996, 1 jour après son 86e anniversaire. Helen est inhumée dans le caveau familial du cimetière de Woodlawn, dans le Bronx, un des cinq district de New York,.

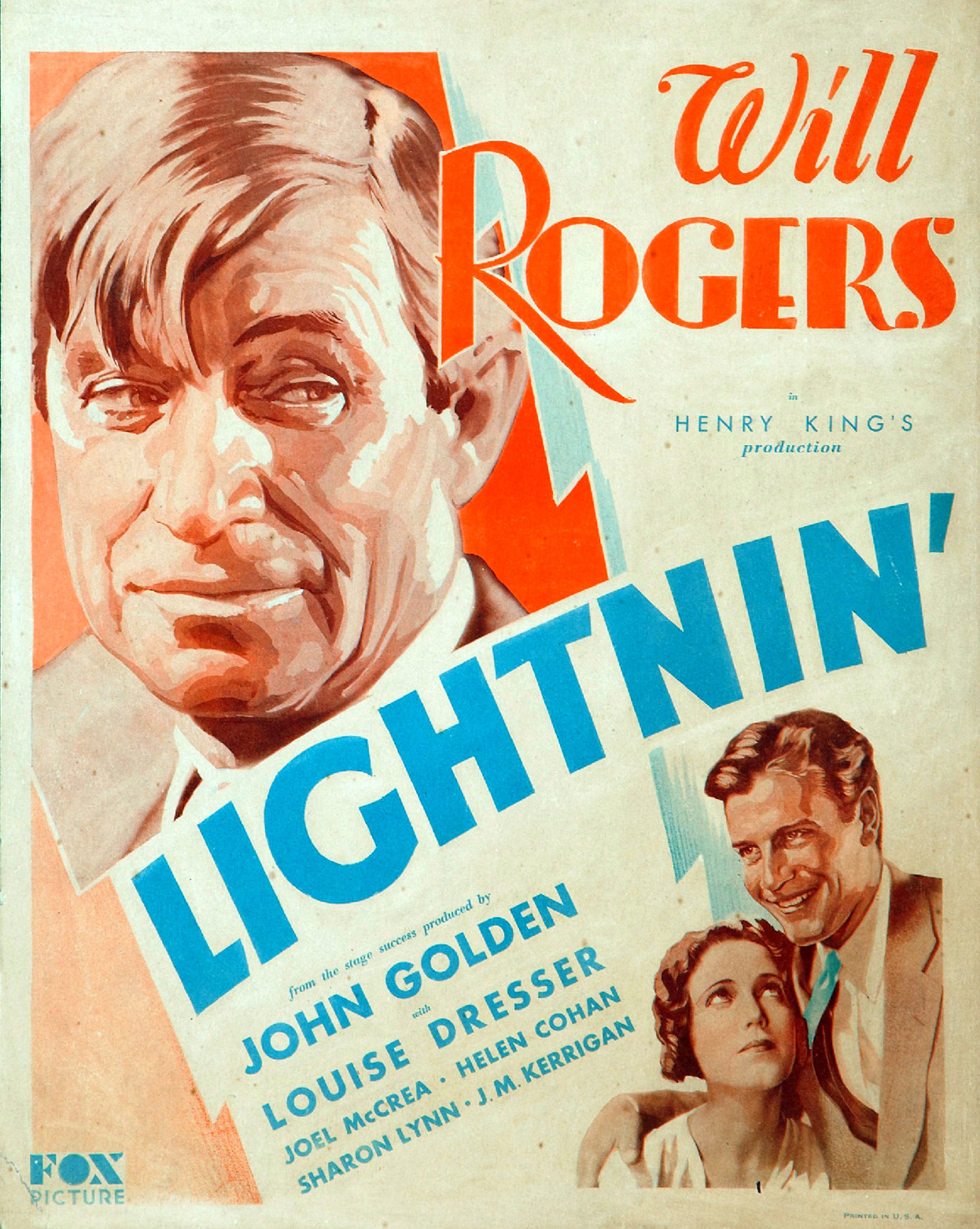
Affiche du film Lightin de 1930.

## Filmographie
- 1930 : Lightnin' de Henry King : Milly
- 1932 : The Penal Code (en), de George Melford : Marguerite "Margie" Shannon
- 1934 : Kiss and Make-Up de Harlan Thompson : Baby star